# Litiopa melanostoma
Litiopa melanostoma är en snäckart som beskrevs av Rang 1829. Litiopa melanostoma ingår i släktet Litiopa och familjen Litiopidae. Inga underarter finns listade i Catalogue of Life.